# Pirum (manskör)

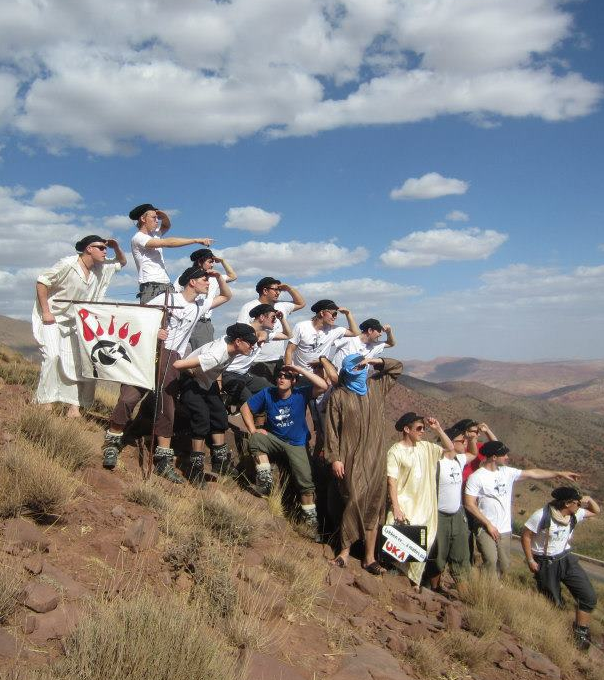
Kören Pirum skådar över Atlasbergen.

Pirum är en manskör sprungen Trondhjems Studentersangforening (TSS). Kören består av tjugo sångare, jämnt fördelade i fyra stämmor. Medlemmarna rekryteras varje år,  uteslutande ur TSS. Sångarna är med i minst två år.
Repertoaren är ofta av humoristisk eller romantisk karaktär, och har genom åren utvecklats till en omfattande samling arrangemang med ett tidsspann från 1920-talet till nutid. Texterna är ofta nyskrivna eller omdiktade, och skrivs som regel av körens medlemmar tillsammans.

## Historia
Då den årliga kulturfestivalen Studenteruka i Trondheim (UKA), som arrangeras av Studentersamfundet i Trondhjem, 1965 hotade att kasta ut körerna från sångsalen i Studentersamfundets hus, bildade några korister UKE-koret Pirum. De första åren uppträdde kören huvudsakligen i samband med UKA, men har sedan mitten av 1970-talet existerat permanent.

## Diskografi

### Album
- 1977 – Recorded Wild
- 1979 – Recorded Wilder
- 1986 – Brede seil
- 1990 – Jubileum
- 1994 – Svett
- 1996 – Bolla Heimsins
- 1999 – Pirum nyter livet
- 2007 – Ur vägen
- 2012 – Hvem er det?

### Singlar och EP
- 1992 – Piken fra Italia
- 1998 – Pirum Love Song Collection
- 1999 – Pirum nyter medbrakt
- 2007 – Grønn

### DVD
- 2006 – Jubileumskonsert fra Storsalen